# Кабал
«Ка́бал» (англ. Cabal) — оповідання Клайва Баркера, написане у 1989 році. В оповіданні розповідаться про підземне місто Мідіан, створене Бафометом для людей, які після смерті стають монстрами.

## Сюжет
Головний герой — Астор Буні — психічно хворий чоловік, який вже декілька років відвідує психолога доктора Декера. На останньому з сеансів Декер показує фотографії одинадцятьох людей, начебто вбитих Буні. Щоб не зашкодити своїй кар'єрі можливим хибним звинуваченням, Декер намагається знайти докази безневинності Астора, але не знаходить. Буні вирішує закінчити життя самогубством, але стрибнувши під вантажівку, він залишається живим. У лікарні один з хворих розповідає Буні про Мідіан — місце, де знаходять собі притулок люди, які втратили будь-яку надію. Буні втікає з лікарні і знаходить легендарне місто. На цвинтарі він зустрічається з двома монстрами, один з яких його кусає. Втікаючи від них, він зустрічає доктора Декера, якій зізнається, що насправді це він був убивцею. Буні застрелюють поліцейські.
Зі смертю Буні ніяк не може зміритися Лорі — його дівчина, якій Буні освідчився в коханні декілька тижнів тому. Вона їде до Мідіана, щоб знайти якісь докази невинності Буні, бо відчуває, що навіть психічно хворий, він не міг убити людей. Її підозри підтверджуються, коли Декер вбиває її подругу і намагається вбити її, щоб усунути свідків. Це йому майже вдається, але Буні, який мертвим повернувся до Мідіана, бере її під землю, чим ставить під загрозу всіх інших жителів міста та саме існування Мідіана. За це Бафомет виганяє з Буні та Лорі з Мідіана.
Повернувшись до готелю за речами, Лорі вони бачать страшну картину — Декер жорстоко вбив усіх постояльців, близько 20 осіб. Буні, ставши монстром, з'їдає один труп. Приїжджає поліція. Буні ловлять, а Лорі вдається втекти. Не знаючи, що робити, вона їде до місця вбивства своєї подруги і там в неї відбувається видіння. В неї встановлюється зв'язок з Баббеттою — дівчинкою-монстром, яку вона врятувала на кладовищі. Нарцисс — той самий псих, що розповів Буні про Мідіан, теж був вигнаний і вони з Лорі звільняють Буні. У той же самий час Декер розповів шефу поліції Ігерману про місто мертвих. Декілька десятків людей під керівництвом шерифа намагаються знищити кладовище та його підземних жителів. Їм на заваді стає священник Ешборі та Буні. З настанням темряви тікають усі крім Декера, який намагається вбити Лорі знов. Йому перешкоджає Нарцисс, якого він убиває, і Буні, який нарешті отримав змогу вбити свого мучителя-психіатра. Мідіан починає руйнуватися, а його жителі шукають собі новий дім.
Буні знову зустрічає Бафомета, який його хрестить і дає йому ім'я Кабал. Буні пригадує, що у свою першу зустріч з Бафометом, той не виганяв Буні з міста, він просто передбачив загибель міста і хрещення Буні як Кабала, проте Буні не захотів цього прийняти. Бафомет ділиться на 12 частин, і вмирає, наказавши монстрам і Кабалу врятувати його пізніше. Кабал знову стає живим людиною-монстром. Він разом з Лорі рятується з печери Бафомета. Від Мідіана нічого не залишається. Лорі заколює себе ножем Декера, але не помирає, бо її встиг вкусити Кабал.
Священик Ешбері, який цікавився, що відбувається під кладовищем, потрапляє у вогонь Бафомета. Він отримує важкі опіки і йому ампутують ноги і одну руку. Попри важкі поранення і довгу кому, він виживає. За ним наглядає шериф Ігерман. За допомогою Ешбері він бажає знайти Бафомета і Кабала та помститися за своє приниження.

## Деякі факти
- Англійській блек-метал гурт Cradle of Filth, вокаліст якого, Дені Філз, дуже полюбляє творчість Клайва Баркера, свою четверту платівку Midian назвали на честь цього твору Баркера.
- За мотивами оповідання сам Клайв Баркер зняв фільм «Нічний народ».